# Felix Fabri
Felix Fabri, spesso riferito a Faber (Zurigo, intorno al 1434-1435 – Ulma, 14 marzo 1502), è stato un teologo domenicano svizzero.

## Biografia
Felix Schmid, conosciuto come Fabri in quanto il suo nome in tedesco veniva tradotto in «Fabbro», da cui rendere, secondo la moda umanistica, in Fabri, era figlio di Jos e Clara von Issnacht nonché nipote di Rudolf Stṻssi borgomastro. Perse il padre a soli quattro anni durante la guerra di Zurigo. Dopo il secondo matrimonio la madre si spostò verso Sciaffusa e il giovane fu affidato alle cure dello zio paterno Oswald Schmid, balivo di Kyburg vicino a Winterthur. Sarà il frate Johann Meyer a introdurre il giovane nel convento dei frati domenicani di Basilea dove seguirà corsi di grammatica e retorica.
Il 25 novembre 1452, giorno di santa Caterina d'Alessandria, fu iniziato al noviziato, per questo resterà sempre devoto alla santa egiziana. Fu ordinato sacerdote l'anno successivo ma non conseguirà mai gradi accademici superiori, non conoscendo il latino e il greco, se non diventare lettore e predicatore generale, ma venne inviato dall'ordine a compiere viaggi e pellegrinaggi di cui ha lasciato grande testimonianza. La sua educazione però tra persone di un certo ceto sociale aristocratico, lo portarono ad avere un'educazione culturale con buoni valori, che lo favorirono,e pur non essendo un umanista, a cogliere durante i suoi pellegrinaggi, la cultura umanistica delle diverse località. Il suo primo viaggio sarà ad Aquisgrana nel 1467 e nel 1469 il suo viaggio a visitare l'eremita e santo Nicola di Flüe nel cantone svizzero di Untervaldo per poi recarsi a Roma nel 1476. 

Il suo primo viaggio in Terrasanta fu per accompagnare come cappellano il nobile Georg von Stein nel 1480. Il frate si allontanò da Ulma  autorizzato dal maestro generale dell'ordine domenicano Leonardo de Mansueti nell'aprile facendo ritorno il 16 novembre sempre del 1480. Non fu un viaggio che soddisfò il frate, sia per la breve durata di soli 15 giorni in Palestina, sia perché vi era poco interesse da parte dei suoi compagni di viaggio per i luoghi della fede, che avevano fretta di fare ritorno a casa. Il frate compose in tedesco una breve cronaca in quartine a rima baciata di cui una copia è conservata nell'archivio della biblioteca di Monaco di Baviera. L'insoddisfazione del frate su questo suo pellegrinaggio portò il frate a coltivare il desiderio di un ulteriore viaggio, che il frate iniziò a preparare attraverso un'accurata preparazione e lettura di libri. Scriverà infatti nella presentazione del suo testo quanto lo avesse desiderato e preparato: 
E anche di notte, quando gli altri dormivano, sedevo e annotavo ciò che avevo visto.»
(Viaggio da Ulm a Venezia aprile 1483)
Nel secondo viaggio fu autorizzato da fra' Salvo Cassetta e Felix sarà accompagnato da un gruppo di dodici persone tutte motivate dalla fede. Il secondo pellegrinaggio avrà inizio il 14 aprile 1483 e ritorno il 29 gennaio 1484. Al ritorno il frate relazionerà con il testo Fratris Felicis in Terrae sanctae, Arabiae et Egypti peregrinationem, lavoro terminato nel 1488. Scriverà poi un tempo breve per i personaggi che lo accompagnarono nel viaggio e una specie di pellegrinaggio spirituale in Terrasanta per le suore domenicane sempre in lingue tedesca.
Nel 1489 realizza un libro sulla storia della Svizzera, intitolata Historia Suevorum.
Felix Fabri fu non solo un frate domenicano pellegrino, ma anche un teologo e un erudito attendo allo studio della storia e della geografia con grande apertura mentale e la capacità di osservare e di riprodurre attraverso i suoi scritti le emozioni visive e sensitive raccolte.

## Opere
- Félix Fabri. Les errances de Frère Félix, pélerin en Terre sainte, en Arabie et en Égypte (1480-1483). Tome II: Troisième et quatrième traités. Texte latin, introduction, traduction et notes sous la direction de Jean Meyers et Nicole Chareyron, Montpellier: Publications de l'Université Paul-Valéry et du CERCAM, 2003, 453 p.
- Jean Meyers, Félix Fabri. Les errances de Frère Félix, pélerin en Terre sainte, en Arabie et en Égypte (1480-1483). Tome I: Premier et deuxième traités. Montpellier: Publications de l'Université Paul-Valéry et du CERCAM, 2000, 438 p.
- (LA) Felix Fabri, Evagatorium, vol. 1, Stuttgardiae, sumtibus Societatis Litterariae Stuttgardiensis, 1843. URL consultato il 25 maggio 2016.
- (LA) Felix Fabri, Evagatorium[collegamento interrotto], vol. 2, Stuttgardiae, sumtibus Societatis Litterariae Stuttgardiensis, 1843. URL consultato il 25 maggio 2016.
- (LA) Felix Fabri, Evagatorium, vol. 3, Stuttgardiae, sumtibus Societatis Litterariae Stuttgardiensis, 1849. URL consultato il 25 maggio 2016.